# Sicut Dudum
 Sicut Dudum  è una bolla di papa Eugenio IV del 13 gennaio 1435, che riprende un testo pressoché identico del 17 dicembre 1434 dal titolo Creator Omnium . È il primo documento scritto divulgato dalla Santa Sede contro la schiavitù.

## Descrizione
Dopo il 1430 gli Spagnoli avevano scoperto e colonizzato le Isole Canarie e avevano cominciato a ridurne in schiavitù la popolazione. Informato di questo fatto, papa Eugenio IV indirizzò al vescovo locale, Fernando de Lanzarote, la bolla Sicut Dudum con la quale, in modo netto e senza ambiguità, condanna la schiavitù delle popolazioni indigene e, sotto pena di scomunica ipso facto, obbliga, entro 15 giorni dalla ricezione della bolla, a ridar loro quella libertà che avevano in precedenza senza alcuna ricompensa economica. Queste persone devono essere considerate totalmente e per sempre libere (ac totaliter liberos perpetuo esse).
(Eugenio IV, Sicut Dudum )
Le indicazioni di questa bolla di papa Eugenio rimasero però disattese, se è vero che i successori Pio II e Sisto IV dovettero ribadire l'illiceità della schiavitù nelle Isole Canarie.